# Muhammad Zubair Umar
Muhammad Zubair Umar (en ourdou : محمد زبیر عمر) est un juge et homme politique pakistanais. Membre de la Ligue musulmane du Pakistan (N), il est nommé sur décision du Premier ministre Nawaz Sharif en tant que gouverneur du Sind le 2 février 2017. Il remplace ainsi Saeeduzzaman Siddiqui, mort le 11 janvier 2017, après un court intérim assuré par Agha Siraj Durrani. Zubair Umar aurait notamment été choisi pour ses bonnes relations avec l'armée pakistanaise.
Le 3 août 2018, à la suite des élections législatives perdues par son parti, sa démission est acceptée par le président. Il sera plus tard remplacé par Imran Ismail.